# Qiao Hong
Qiao Hong (chiń. upr. 乔红; chiń. trad. 喬紅; pinyin Qiáo Hóng; ur. 21 listopada 1968 w Wuhanie) – chińska tenisistka stołowa, czterokrotna medalistka olimpijska, dziesięciokrotna medalistka mistrzostw świata.
W swojej kolekcji medalowej ma cztery olimpijskie medale i pięć tytułów mistrzostw świata. Na Letnich Igrzyskach Olimpijskich w Barcelonie zdobyła dwa medale: srebro w kategorii gry pojedynczej oraz złoto w kategorii gry podwójnej kobiet (grała w parze z Deng Yaping).
Kolejne dwa medale olimpijskie, brąz w grze pojedynczej i ponownie złoto w podwójnej (również z Deng Yaping) zdobyła cztery lata później na Letnich Igrzyskach Olimpijskich w Atlancie.
Wielokrotnie zdobywała medale mistrzostw świata. Dwukrotnie zdobywała tytuły w grze podwójnej i zespołowo, jeden raz w 1989 w Dortmundzie w grze pojedynczej.
Jeden raz zdobyła Puchar Świata w grze podwójnej. Zwycięstwo osiągnęła w Las Vegas w 1992 roku. Wygrała turniej w grze pojedynczej podczas Pucharu Azji w Szanghaju (1994.
Sześciokrotnie zdobywała medale podczas Igrzysk Azjatyckich, mając w dorobku dwa triumfy (drużynowo). Również sześć razy przywoziła medale z mistrzostw Azji, trzykrotnie zwyciężając (drużynowo w 1994 oraz dwukrotnie w 1990 z Kuala Lumpur - w singlu i w deblu).